# 多奈川町
多奈川町（たながわちょう）は大阪府南部、泉南郡に属していた町。現在の岬町西部、南海多奈川線多奈川駅以西にあたる。本項では前身の多奈川村（たながわむら）についても述べる。

## 地理
- 山：城ヶ越山、平山、モトドリ山、沖根戸山、東山、和泉山脈（高森山、四国山、白ヶ谷山、甲山）
- 河川：東川、西川
- 岬：観音崎、豊国崎、明神崎

## 歴史
近世を通じて「和泉瓦」の主産地で、東川に西川が合流する河口に開けた谷川は瓦の積出港として栄えた。慶長年間に整備された当初の谷川港は豊国崎寄り（西側）に位置していたが、土砂の堆積が著しく、延宝から元禄年間にかけて観音崎寄り（東側）に新港が築かれた。
1942年（昭和17年）には観音崎の東、深日村との境界部に川崎重工業泉州工場が建設され、1944年（昭和19年）には南海多奈川線が開業した。同工場は1949年（昭和24年）に閉鎖されたが、多奈川側の跡地には関西電力を誘致して火力発電所が建設されることになった。
岬町が発足した翌年の1956年（昭和31年）に多奈川発電所、1977年（昭和52年）に多奈川第二発電所が運転を開始したが、老朽化に伴い多奈川発電所は2001年（平成13年）に廃止、多奈川第二発電所は2020年（令和2年）に廃止されている。

### 沿革
- 1889年（明治22年）4月1日 - 町村制の施行により、日根郡谷川村、東畑村、西畑村、小島村が合併して多奈川村が発足。大字谷川に村役場を設置。
- 1896年（明治29年）4月1日 - 郡の統廃合により、所属郡が泉南郡に変更。
- 1943年（昭和18年）3月10日 - 町制施行。泉南郡多奈川町となる。
- 1955年（昭和30年）4月1日 - 淡輪村・深日町・孝子村と合併して岬町が発足。同日多奈川町廃止。各大字は多奈川を冠する。

## 交通

### 鉄道路線
- 南海電気鉄道
  - 多奈川線
    - 多奈川駅

### 港湾
- 深日港
- 小島漁港